# ستيفي رايت
ستيفي رايت (بالإنجليزية: Stevie Wright)‏ هو مغني وكاتب أغاني أسترالي وبريطاني، ولد في 20 ديسمبر 1947 في ليدز في المملكة المتحدة، وتوفي في 27 ديسمبر 2015 في مورويا (كوينزلاند) في أستراليا بسبب ذات الرئة.

## وصلات خارجية
- ستيفي رايت على موقع IMDb (الإنجليزية)
- ستيفي رايت على موقع ميوزك برينز (الإنجليزية)
- ستيفي رايت على موقع ديسكوغز (الإنجليزية)
- ستيفي رايت على موقع كينوبويسك (الروسية)